# Wieża widokowa na Malniku
Wieża widokowa na Malniku – turystyczna wieża widokowa na szczycie Malnika (726 m) w Muszynie w województwie małopolskim, w powiecie nowosądeckim.

## Opis
Malnik to szczyt w Paśmie Leluchowskim, które w polskiej regionalizacji fizycznogeograficznej według Jerzego Kondrackiego zaliczone zostały do Beskidu Sądeckiego, w nowszej regionalizacji z 2018 r. wraz z Górami Lubowelskimi do Pogórza Popradzkiego. Malnik wznosi się w niewielkiej odległości od centrum Muszyny i prowadzi do niego żółty szlak turystyczny. Od dworca PKP jest to 3,3 km, suma podejść 278 m, czas przejścia 1 godz.30 min. Szlak turystyczny wiedzie ulicą Ogrodową, następnie stromo przez las. Można też na wieżę widokową z Muszyny dotrzeć nieznakowaną drogą na przedłużeniu ul. Ogrodowej. Prowadzi ona wśród pól, jest dłuższa, ale łagodniejsza i widokowa.
Wieżę oddano do użytku w 2023 roku. Obok wieży znajdują się zadaszone ławki, stoły dla turystów, stojaki na rowery, toaleta toi-toi. Łączny koszt wieży i towarzyszących jej obiektów wyniósł 2562 tysiące złotych i sfinansowany został ze środków rządowego funduszu dla inwestycji lokalnych. Wieża ma wysokość 40 m i tarasy widokowe na różnej wysokości. Z głównego, najwyższego tarasu rozpościera się widok na wszystkie strony świata. Przy drodze na wieżę działa sezonowy punkt z lodami i goframi. Wstęp na wieżę jest bezpłatny.

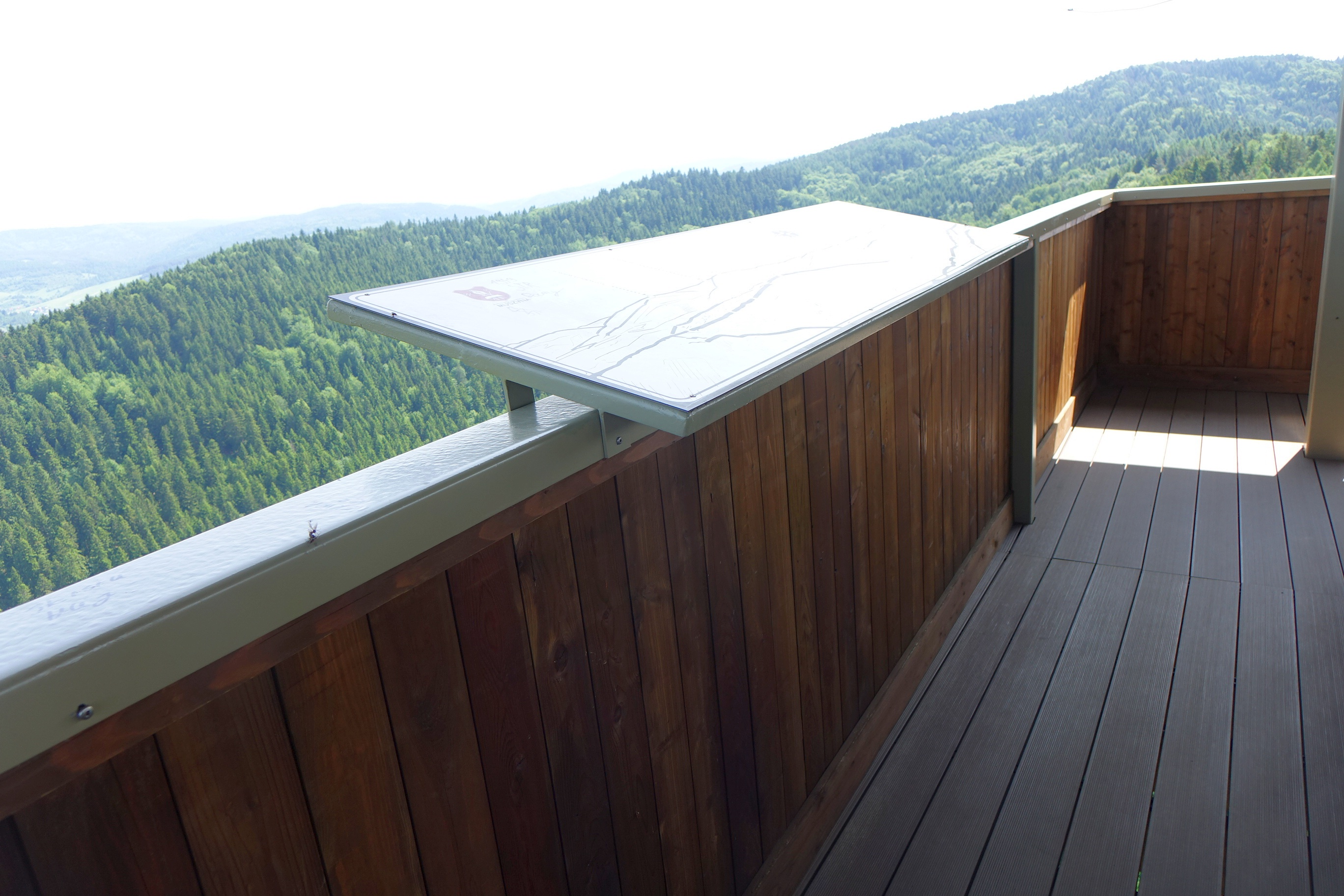
Górny taras widokowy
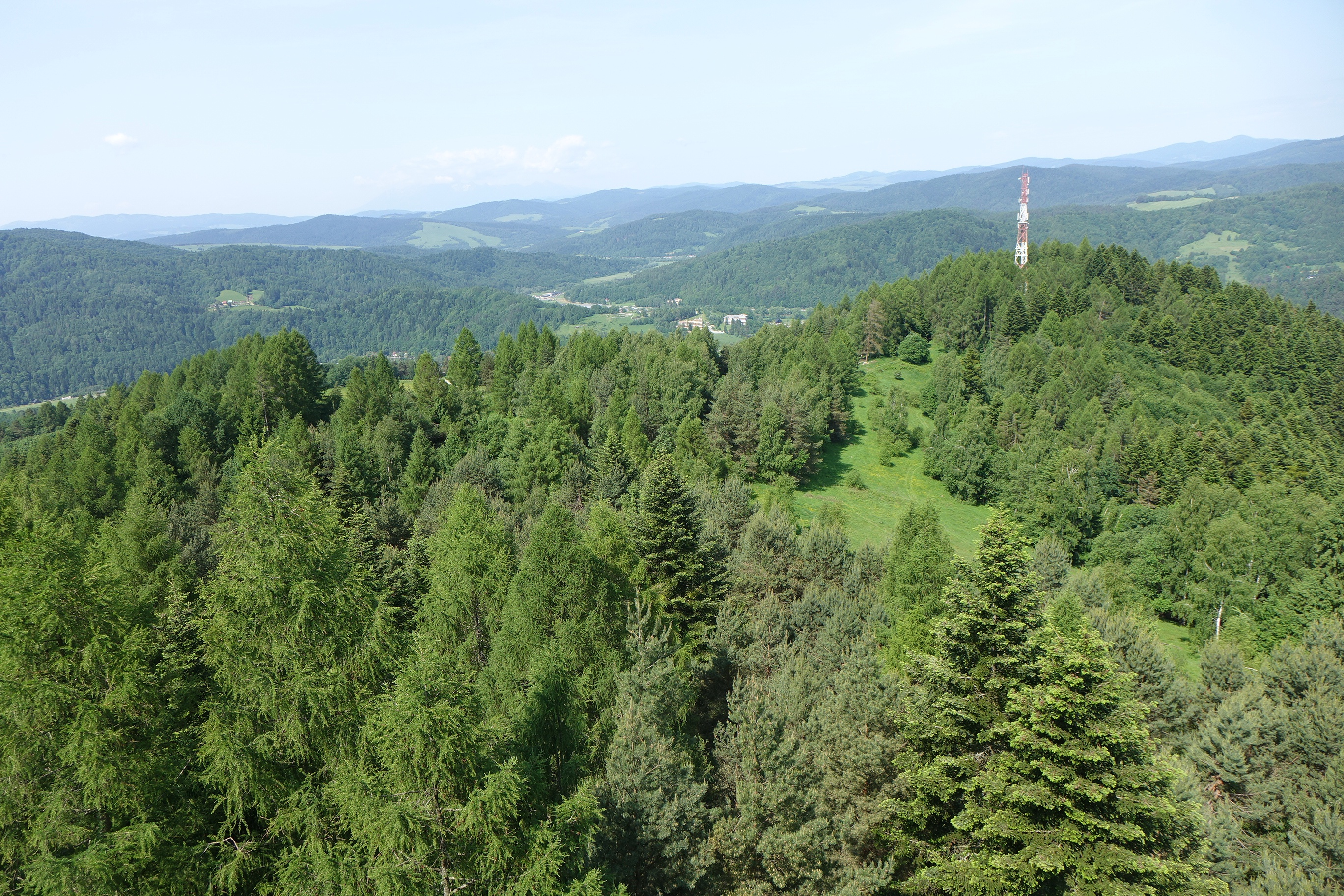
Fragment widoku z wieży
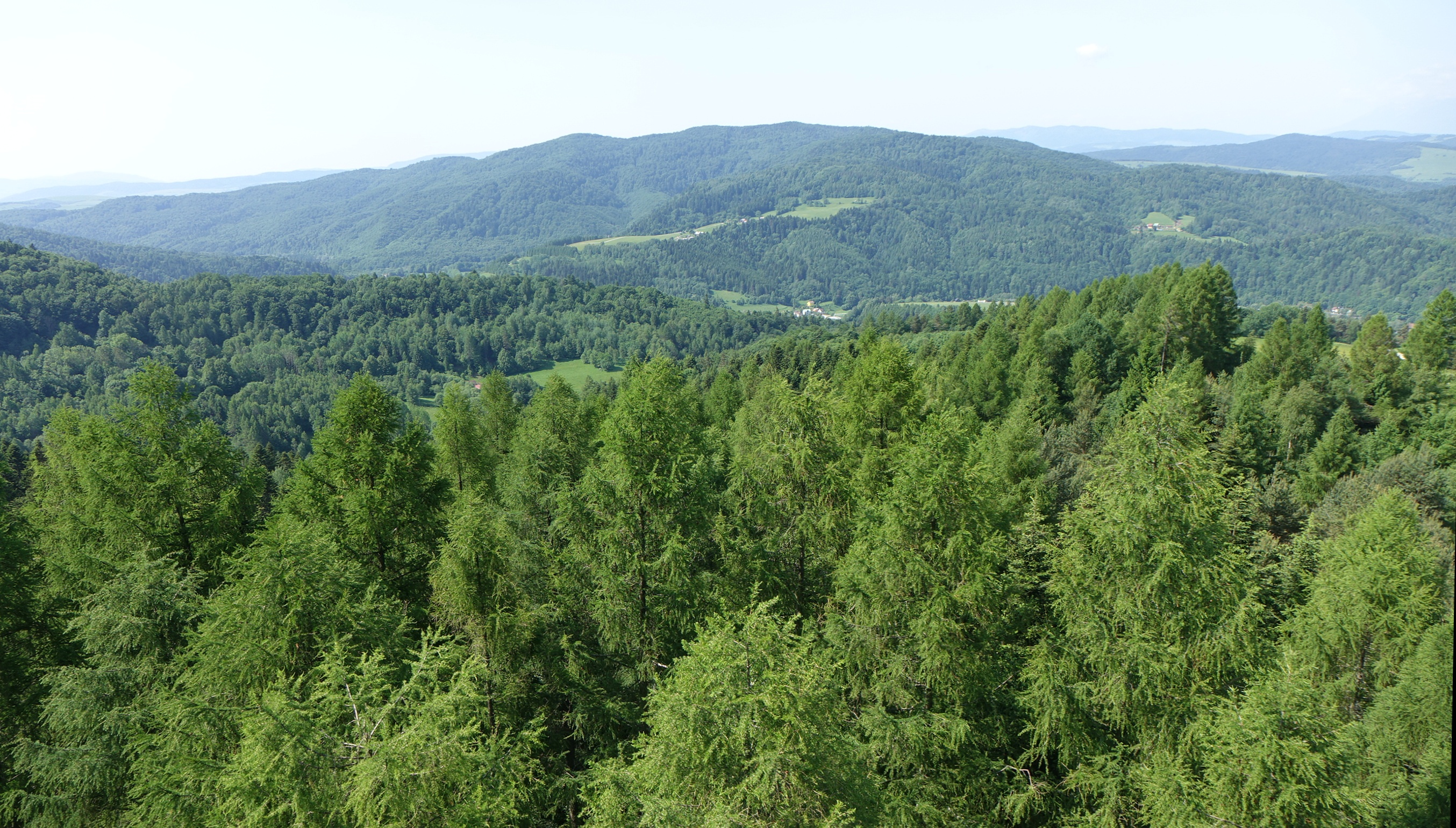
Fragment widoku z wieży